# Modimolle (ville)
Ne doit pas être confondu avec  Modimolle (municipalité locale).
Modimolle — connue aussi davantage sous son nom originel de Nylstroom (son toponyme officiel de 1866 à 2002) — est une ville d'Afrique du Sud située dans le nord du Transvaal dans l'actuelle province de Limpopo à 135 km au nord de Pretoria.

## Étymologie
Nylstroom (rivière du Nyl) fait référence à la rivière Mogalakwena que les Voortrekkers avaient baptisé Nyl car ils pensaient que c'était la source du fleuve Nil. La ville se développa sur les rives de cette rivière. 
Modimolle ("place des esprits") fait référence à une colline (appelée aussi Kranskop en afrikaans) en forme de pyramide, située à proximité.

## Localisation
Située sur le plateau de Waterberg, à 130 km au nord de Pretoria, Nylstroom/Modimolle est accessible par l'autoroute N1 et par la route R33. La ville est également accessible par la route R101 depuis Warmbath, située à 36 km au sud-ouest de Nylstroom. 

## Quartiers
Nysltroom comprend une ville centre et deux townships (Freedom park et Grootvlei).
L'autre grand township de la zone urbaine, celui de Phagameng, est directement rattaché à la municipalité locale de Modimolle.

## Démographie
Selon le recensement effectué en 2011, Nylstroom/Modimolle compte 12 185 habitants dont 58,86 % de Noirs et 38,42 % de Blancs. Dans le quartier de Freedom park (3 304 habitants), 99,18 % des habitants sont des Noirs tandis que dans la ville-centre (8 671 habitants), 53,62% des résidents sont des Blancs, essentiellement afrikaners.
La population est majoritairement de langue maternelle sepedi (39,13%) et afrikaans (37,81%). 
La zone urbaine de Nylstroom/Modimolle, comprenant la ville centre et le township de Phagameng, compte globalement 41 988 habitants (87,5% de Noirs et 11,3% de Blancs), majoritairement de langue sepedi (62,2%).

## Historique

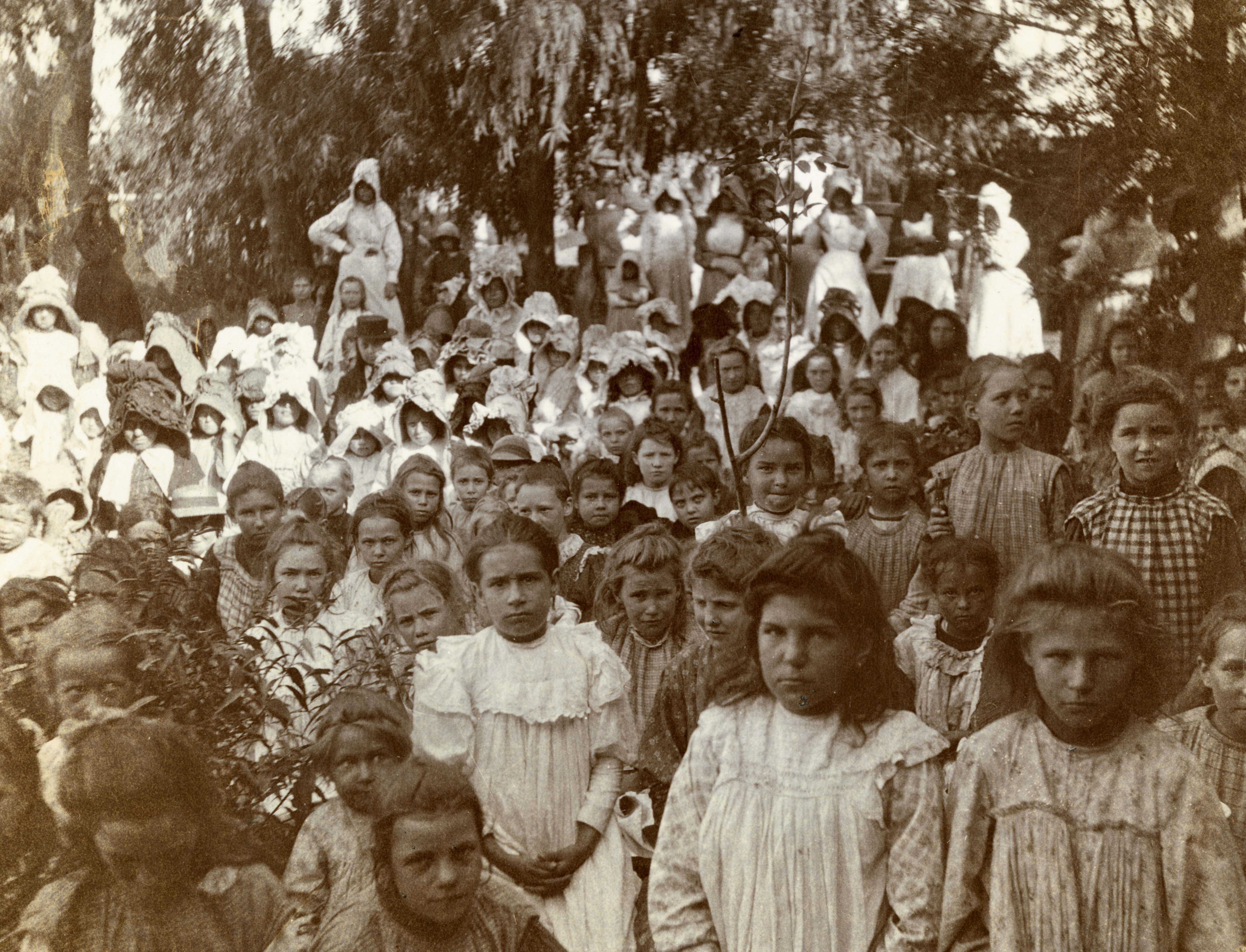
Femmes et enfants boers internés dans le camp de concentration de Nylstroom en 1901

Nylstroom fut fondée en 1866 au bord de la rivière Mogalakwena, baptisé alors « Nyl » par un groupe de Voortrekkers, les « Jerusalem Travellers », menés par Adam Enslin et qui croyaient avoir trouvé la source du fleuve égyptien Nil. Le premier établissement qui avait concrètement été érigé était une ferme appartenant à un commerçant britannique, Ernst Olferman Collins (mort en 1868) qui devint le premier résident officiel de Nysltroom.
La petite localité de la république sud-africaine du Transvaal se développe à partir de 1889 et en 1898, elle est reliée par le chemin de fer à Pretoria. Durant la seconde guerre des Boers (1899-1902), les Britanniques y construisent un camp de concentration pour y interner les civils boers. Quelque 544 femmes et enfants boers y trouveront la mort.
La ville ne se dota d'un hôtel de ville qu'en 1931 à l'initiative de Ludwig Field, un résident d'origine norvégienne.

## Politique et administration locale

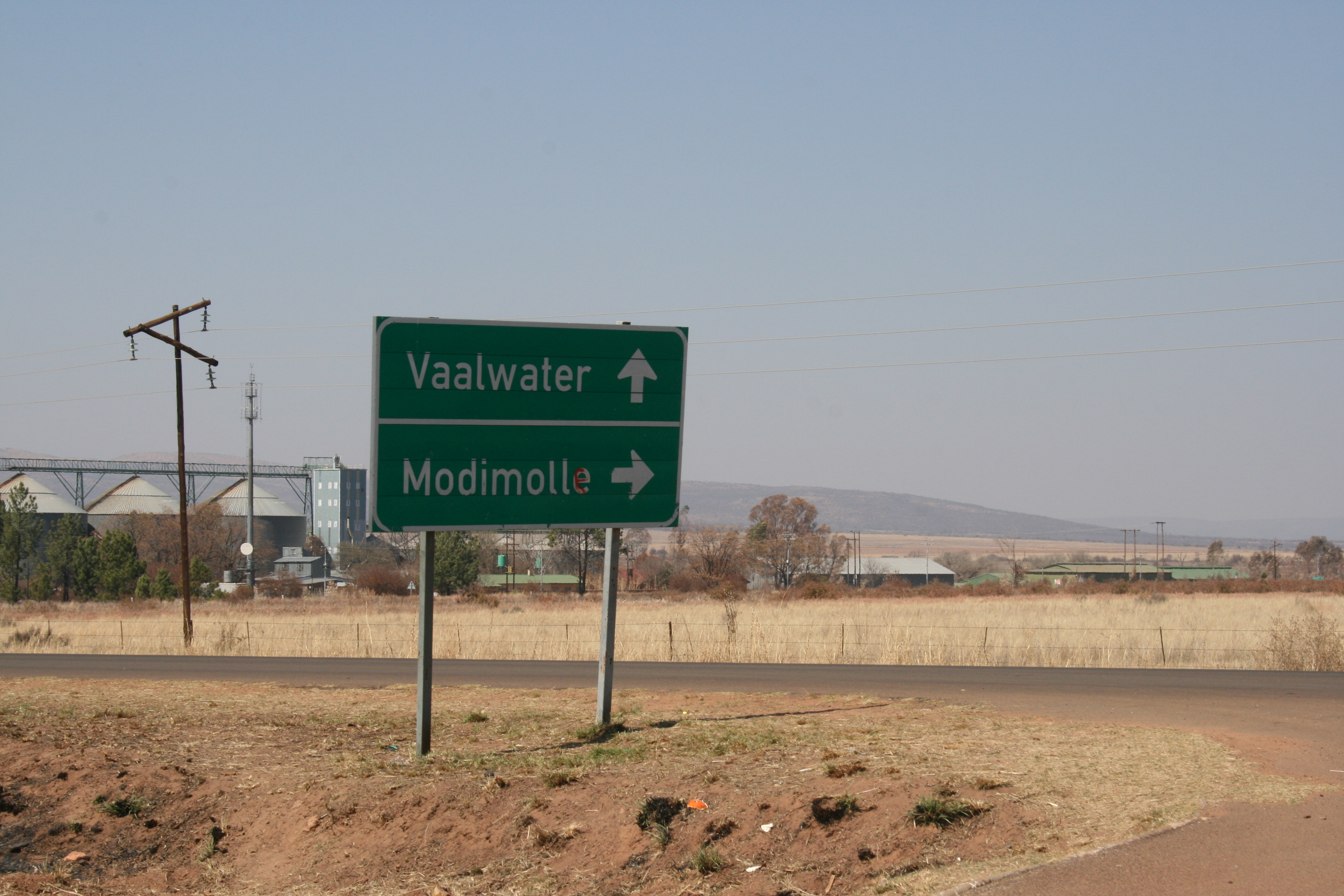
Panneaux de signalisation pour Vaalwater et Modimolle

Du temps de la domination blanche en Afrique du Sud, Nylstroom était l'archétype de la ville afrikaner et conservatrice. Elle fut un fief des partisans de l'apartheid.
Depuis les élections municipales de 1995 et 2000, la nouvelle démarcation de la circonscription englobant la ville et les townships voisins a donné la majorité politique au Congrès national africain (ANC). En 2000, la municipalité de Nylstroom devient la municipalité de Modimolle.
En 2002, en application de la politique provinciale visant à faire disparaître tous les noms à consonance afrikaans, les autorités municipales dirigées par M. Tsietsi Mohapi font rebaptiser administrativement la ville centre du nouveau nom municipal de Modimolle.
En janvier 2005, les autorités font rebaptiser plusieurs importantes artères de la ville blanche pour en extirper son histoire afrikaner. Ces changements ont été très critiqués par la communauté blanche encore très conservatrice et plus particulièrement par les militants locaux du Front de la liberté (Freedom Front Plus), parti de la droite afrikaner, localement très représentatif de la communauté blanche.
Lors des élections municipales du 1er mars 2006, l'ANC a remporté 12 sièges de conseillers municipaux contre 2 à l'Alliance démocratique et 2 au Front de la Liberté.
En 2016, la municipalité de Modimolle a été dissoute à la suite de son amalgamation avec Mookgophong dans la municipalité de Mookgophong/Modimolle.

### Maires de Nylstroom
- Emil Carl Christiaan Tamsen (1862-1957)[3], maire en 1905
- Ludwig Field, maire en 1931
- Ben Haarhoff, maire (CP) en 1994

## Toponymie locale
| Anciens noms de rue avant 2005              | Nouveaux noms                             |
| ------------------------------------------- | ----------------------------------------- |
| Tamsen Street                               | Chris Hani street                         |
| Church (Kerk) Street (Straat)               | Chief Albert Luthuli Street (Kerk Straat) |
| Collins Street                              | Elias Motsoaledi Street                   |
| Hospital street                             | Steve Tshwete Street                      |
| Voortrekker street                          | Thabo Mbeki street                        |
| Potgieter Drive                             | Nelson Mandela Drive                      |
| Hertzog Street                              | Joe Slovo street                          |
| River street                                | Limpopo street                            |
| President street                            | Peter Mokaba Street                       |
| Leyds Street                                | Alfred Nzo street                         |
|                                             | Braam Fisher street                       |
|                                             | Joe Modise street                         |
|                                             | JS Moroka street                          |
| Field Straat                                | Harry Gwala street                        |
| Berg Street                                 | Lillian Ngoyi street (partiellement)      |
|                                             | Alf Makaleng street                       |
| Municipal library (bibliothèque municipale) | Ruth First Memorial Library               |
| Hôtel de ville                              | Oliver Tambo Memorial Hall                |

## Personnalités locales
Le savant et poète renommé Eugène Marais habitait aux environs de Nylstroom dans les années 1920. Ici il observa les activités des babouins et des termites. Ses théories de la vie des termites, publiées originellement dans le magazine afrikaans Huisgenoot, ont été copiées plus tard par l'écrivain belge Maurice Maeterlinck.
L'architecte Gerard Moerdijk, auteur du Voortrekker Monument à Pretoria, est également un enfant du pays.
Nysltroom fut aussi le fief politique de l'ancien premier ministre JG Strijdom et de Andries Treurnicht, ancien ministre et chef du parti conservateur d'Afrique du Sud.

## Tourisme
Les lieux d'intérêts de Nylstroom/Modimolle sont limités tout comme les bâtiments anciens:
- l'église réformée hollandaise de style gothique (1899)
- la vieille église réformée (Old Reformed Church) date de 1889 et celle sur Calvin Street  construite en 1929 par Gerard Moerdijk (1929)
- la Bakkers’ Pharmacy (1910)
- l'obélisque rouge dressé devant l'hôtel de ville (1931) rend hommage aux 544 femmes et enfants morts dans le camp de concentration de Nylstroom.
- le camp de concentration et le cimetière (Van Riebeeck Street) :
- les rues bordées de jacarandas
- diverses statues rendant hommages aux personnalités de la ville tels que JG Strijdom (réalisée par Danie de Jager), Eugene Marais, le General CF Beyers et le poète JG du Toit.
- la vieille locomotive « Nylstromer », construite en 1865 et retirée du service en 1949. Elle fut la première locomotive à avoir fait en 1898 le trajet entre Pretoria et Pietersburg.
- La maison de JG Strijdom (musée fermé depuis 2021). Dans le jardin a été remonté l'immense tête sculptée de Johannes Strijdom, réalisée par Coert Steynberg, qui était située à Pretoria sur Strijdom square de 1971 à 2001.
- la colline naturelle de Kranskop (1 365 m d'altitude)

Nysltroom est aussi le point de départ pour les excursions sur le plateau et les montagnes de Waterberg. Elle est également connue pour sa production d'arachides, de vins de table et son festival du raisin du mois de janvier.